# Xã Cannon Falls, Quận Goodhue, Minnesota
Xã Cannon Falls (tiếng Anh: Cannon Falls Township) là một xã thuộc quận Goodhue, tiểu bang Minnesota, Hoa Kỳ. Năm 2010, dân số của xã này là 1.070 người.